# Fondello

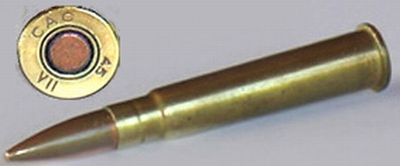
Nella cartuccia .303 British il fondello è flangiato e nella base è inserita la capsula di percussione centrale

Il fondello è la parte inferiore del bossolo opposta alla bocca dov'è inserita la pallottola o i proiettili, e comprende anche la base delle tipiche cartucce per armi da fuoco a retrocarica, dove in genere viene inserita la capsula a percussione d'innesco centrale. 
Di solito, il fondello è parte dell'intero bossolo, ottenuto dallo stesso pezzo di metallo (generalmente ottone, o altra lega), ma può anche essere una parte separata dallo stesso, come ad esempio nella cartuccia a pallettoni.

## Caratteristiche

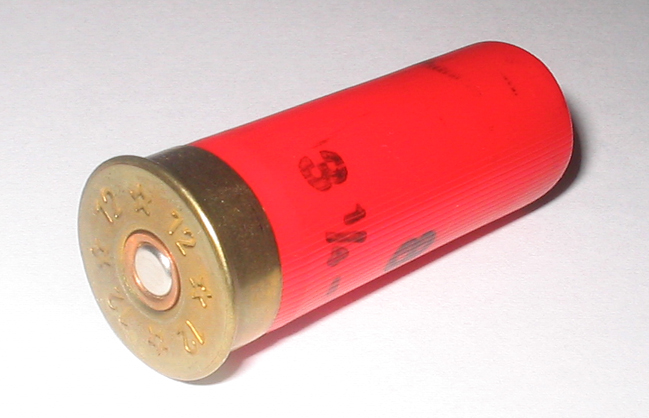
Cartuccia a pallettoni, calibro 12

Esistono vari tipi di fondelli, conformati in base alle esigenze dell'arma. Caratteristica del fondello è il diametro del collarino: quando è bordato (orlato, flangiato, ecc) presenta un diametro maggiore rispetto al diametro del bossolo (del corpo) e viene detto rimmed (bordato), mentre se il collarino ha un diametro uguale o inferiore a quello del bossolo, è detto rimless (senza bordo). I fondelli rimmed (bordati) appartengono ai primi design delle armi a retrocarica, e vengono usati solitamente nelle cartucce per le armi tipo pistole a tamburo e fucili da caccia, o dove la bordatura serva da "fermo" durante la carica della munizione nell'arma, e quindi serva anche da appiglio durante la scarica del bossolo sparato.  

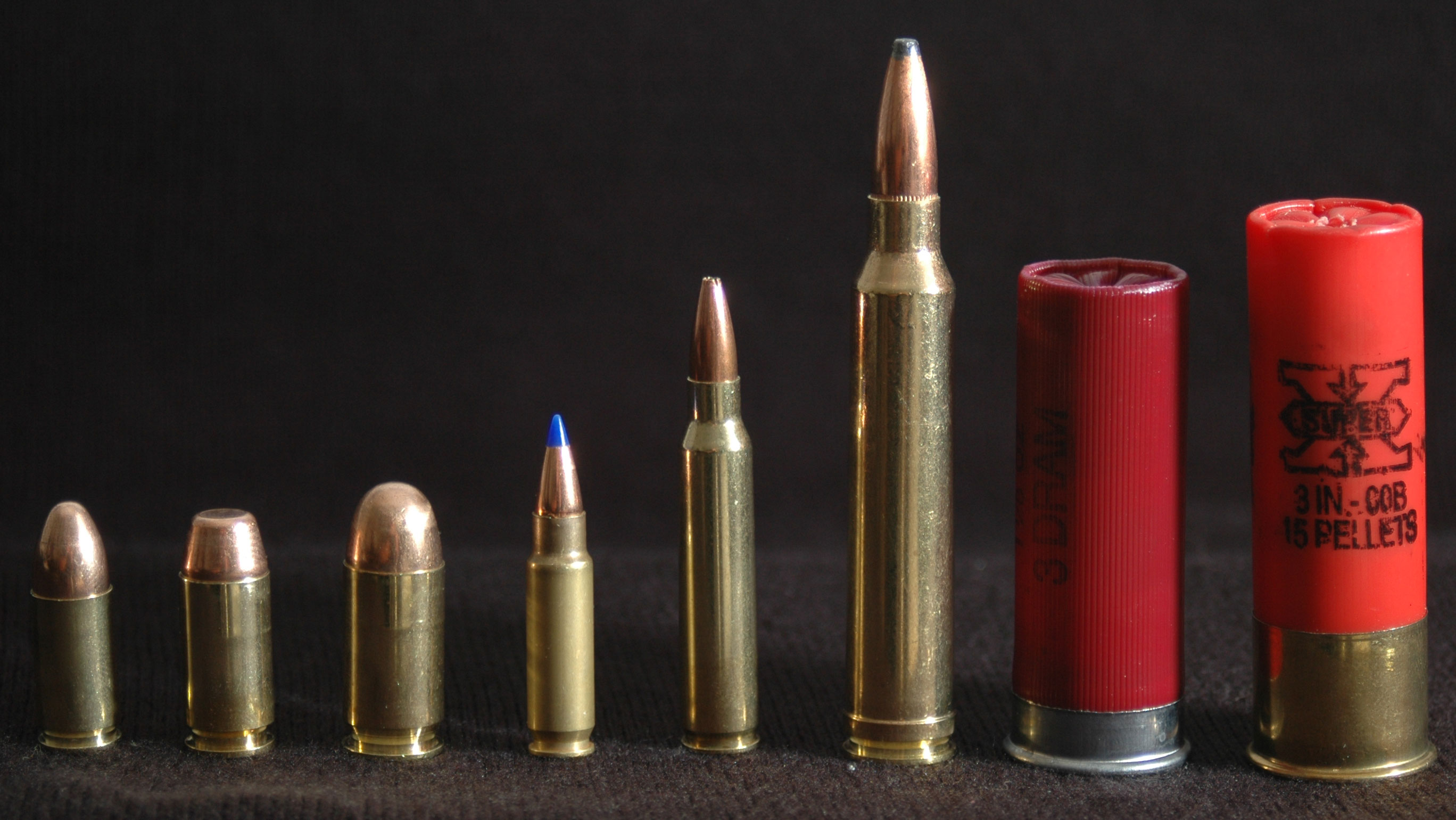
Vari tipi di fondelli rimless e rimmed

I fondelli rimless (senza bordi) vengono usati più spesso nelle cartucce per armi autocaricanti, per migliorarne il compostaggio all'interno del caricatore-magazzino-serbatoio, ma anche per evitare il più possibile eventuali inceppamenti in fase di ricarica automatica. In queste cartucce, tra il collarino e il corpo del bossolo, il fondello viene spesso lavorato al tornio per ottenere una svasatura che serve da appiglio per l'estrattore, quando deve espellere il bossolo scarico dalla culatta, dopo lo sparo. 
I fondelli bordati (rimmed ) si possono trovare anche nelle cartucce per fucili ad otturatore girevole-scorrevole, dove l'orlo facilita l'estrazione manuale, e per alcune armi semiautomatiche e automatiche moderne (come la Dragunov).

## Innesco utilizzato

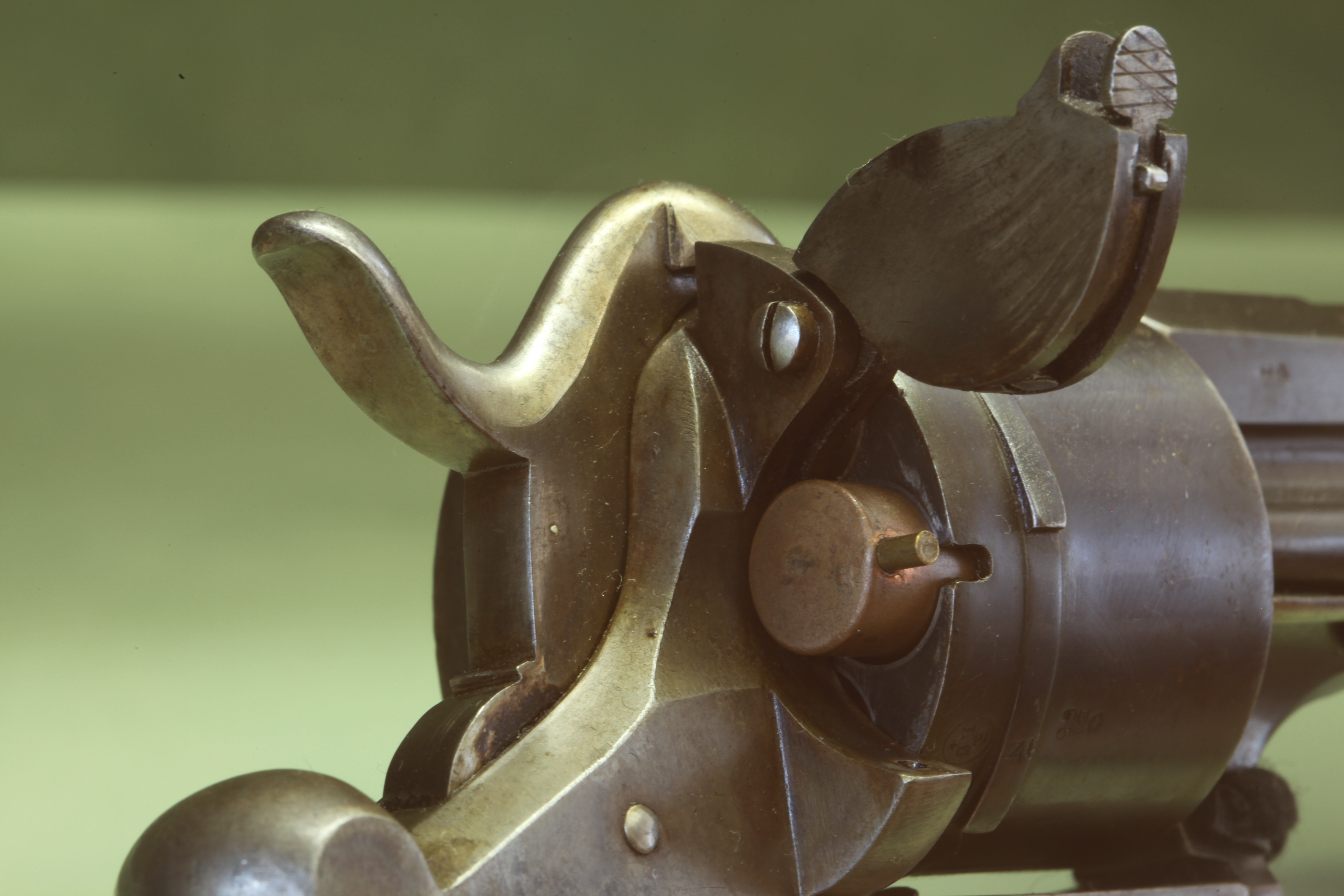
Revolver Lefaucheux Mle 1858 con cartuccia a spillo, notare l'innesco e la specifica posizione della cartuccia

L'innesco a spillo è uno dei più antichi, ma a causa della delicatezza e del fatto che la cartuccia va inserita in un modo specifico, non è praticamente più usato. 
La percussione anulare (dove la parte dell'innesco copre l'interno del fondello) fu ampiamente usata fino all'introduzione della percussione centrale, che permette di sparare colpi più potenti, in quanto per sparare un proiettile con percussione anulare, va intaccato il bossolo della cartuccia, che quindi deve essere relativamente sottile, ed essendo sottile non potrebbe reggere una pressione troppo elevata. La percussione anulare è tuttora in uso da alcune cartucce a bassa potenza, come le calibro .22 (.22 Long, .22 Short e .22 Long Rifle).